# Тасароло
Тасароло (итал. Tassarolo) је насеље у Италији у округу Алесандрија, региону Пијемонт.
Према процени из 2011. у насељу је живело 504 становника. Насеље се налази на надморској висини од 216 м.

## Становништво
Према резултатима пописа становништва 2011. у општини је живело 636 становника.
| 1931. | 1936. | 1951. | 1961. | 1971. | 1981. | 1991. | 2001. | 2011. |
| ----- | ----- | ----- | ----- | ----- | ----- | ----- | ----- | ----- |
| 815   | 796   | 678   | 557   | 480   | 514   | 558   | 611   | 636   |